# Mimobatocera laterifusca
Mimobatocera laterifusca – gatunek chrząszcza z rodziny kózkowatych i podrodziny zgrzypikowych. Jedyny przedstawiciel rodzaju Mimobatocera.

## Zasięg występowania
Azja Południowo-Wschodnia, występuje w Tajlandii.